# Real and True
«Real and True» — песня американского рэпера Фьючера и певицы Майли Сайрус при участии английского певца Mr Hudson. Она была выпущена в качестве сингла 5 ноября 2013 года компаниями A1 Records, Freebandz и Epic Records. Спродюсированная частым соавтором артистов Mike Will Made It, песня представляет собой поп- и R&B-трек, в тексте которого рассказывается о вечной любви.
Песня «Real and True» получила в целом благоприятные отзывы от музыкальных критиков, которые похвалили её общее исполнение и лирическое содержание, но сочли, что вокал слишком обработан. Премьера сопровождающего клипа состоялась 10 ноября 2013 года, перед ретрансляцией церемонии вручения музыкальных наград MTV Europe Music Awards 2013 в США.

## Отзывы
Песня получила одобрение музыкальных критиков, которые хвалили его общее производство и лирическое содержание, но считали, что вокал был слишком обработан. Эрика Рамирес из Billboard считает, что «Сайрус крадёт свет своим вокальным мастерством» во время исполнения своего куплета, а Алекс Янг из Consequence of Sound оценил запись как «хорошую песню о любви, подчёркнутую впечатляющим хуком», добавив, что Фьючер исполнил «тонкую смесь рэпа и чувственных напевов». Пишущий для Exclaim! Джосайе Хьюзу понравилось «общее ощущение любви и добра», присутствующее в песне. Карл Уиллиотт из Idolator похвалил продюсерский вклад Mike Will Made It и назвал трек «симпатичным». Каролин Мениес из MusicTimes отметила, что трек «доносит свою мысль и является нежным», несмотря на «недостаточное использование» вокала Сайрус.

## Музыкальное видео
Премьера сопровождающего клипа на песню «Real and True» состоялась 10 ноября 2013 года, перед ретрансляцией церемонии вручения премии MTV Europe Music Awards 2013 в США. Клип начинается с того, что астронавты Фьючер и Mr Hudson обнаруживают труп другого астронавта, которого изображает Сайрус. После оживления на операционном столе Сайрус (покрытая серебряным блеском) и Фьючер задушевно поют друг другу свои куплеты. В клипе также присутствуют сцены, в которых Mr Hudson поёт припев. В конце клипа Фьючер и Mr Hudson покидают планету, где они нашли Сайрус на своей повреждённой ракете.

## Чарты

### Еженедельные чарты
| Чарт (2013)                                    | Высшая позиция |
| ---------------------------------------------- | -------------- |
| Великобритания (UK Singles Chart)              | 92             |
| Великобритания (UK R&B Chart)                  | 17             |
| США (Billboard Bubbling Under Hot 100 Singles) | 3              |
| США (Billboard Hot R&B/Hip-Hop Songs)          | 32             |